# Ptyopterota obscura
Ptyopterota obscura là một loài bướm đêm trong họ Noctuidae.